# Acyrthosiphon macrosiphum
Acyrthosiphon macrosiphum är en insektsart som först beskrevs av Wilson 1912.  Acyrthosiphon macrosiphum ingår i släktet Acyrthosiphon och familjen långrörsbladlöss. Inga underarter finns listade i Catalogue of Life.